# Ахмед бен Яхья Хамидаддин
А́хмед бен Я́хъя (араб.  أحمد يحيى حميد الدين‎ — Ahmad bin Yahya Hamidaddin; 18 июня 1891 — 18 сентября 1962, Таиз) — король Северного Йемена (14 марта 1948 — 18 сентября 1962). Сын короля Яхьи бен Мухаммеда, из династии Рассиды.
Его полное имя и титул — Его Величество аль-Насир-ли-Динуллах Ахмад бин аль-Мутаваккиль 'Алаллах Яхья, имам и предводитель правоверных, и король Йеменского Мутаваккилийского королевства.
Имам Ахмед правил деспотическими методами, подавляя в стране всякие проявления демократического движения. Его основное внимание было уделено модернизации королевских вооруженных сил.
Безжалостное, произвольное и непоследовательное правление Ахмеда сделало его объектом нескольких попыток государственного переворота, частых покушений и, в конечном итоге, привело к падению монархии вскоре после его смерти. Его врагами являлись: амбициозные члены королевской семьи, панарабисты и республиканцы, которые прозвали его «Ахмед дьявол».
В то же время король Ахмед оставался удивительно популярным среди своих подданных, особенно среди северных соплеменников, от которых он получил прозвище «Большой тюрбан».
Избежав многочисленных покушений, король Ахмед также был известен как «аль-Джинн».
Как и его отец, король Яхья бин Мухаммед Хамид-ад-Дин, Ахмед был глубоко консервативным правителем, но, тем не менее, он заключил соглашения с Советским Союзом, коммунистическим Китаем и Республикой Египет, которые оказывали йеменскому королевству экономическую и военную помощь. Эти соглашения в значительной степени были вызваны желанием короля Ахмеда изгнать британцев из южного Йемена и восстановить протекторат Аден как часть «Великого Йемена». В конце концов король Ахмед выступил против Египта, который после его смерти поддержал республиканский переворот против его сына и преемника — Мухаммад аль-Бадра.

## Наследный принц
Ахмед был старшим сыном Яхья бин Мухаммед Хамид-ад-Дина из линии Хамидаддин династии аль-Касими (Касимиды).
С юных лет Ахмед отличался поразительно свирепой внешностью. Он был невысоким и коренастым, у него были сильно выпученные глаза.
В 1927 году Ахмед был провозглашен наследным принцем. В 1920-х и 1930-х годах Ахмед помогал своему отцу в создании своего королевства с помощью стратегии, дипломатии, межплеменных войн и интриг. Ахмед был назначен губернатором Таиза с 1918 по 1948 год.
От своего отца Ахмед научился глубокому недоверию ко всему новому и глубокому отвращению к любым изменениям в средневековых методах управления. Однако будучи губернатором, он окружил себя реформаторами.
В начале 1940-х годов между отцом и сыном возникли трения. Тогда принц Ахмед установил тайные связи с деятелями йеменской оппозиции, недовольными консервативными и архаическими порядками, царившими в королевстве. Принц Ахмед обещал после прихода к власти провести ряд политических и социальных реформ. Однако дальше осторожных посулов дело у него не пошло.
Ахмед всегда старался держать фракции рядом с собой, но непостоянство характера часто выдавало его. В 1944 году при своем дворе в Таизе он воскликнул: «Я молю Бога, чтобы я не умер, пока я не окрашу свой меч кровью этих модернистов». После этого Ахмед Мухаммед Нуман, Мухаммед Махмуд аз-Зубейри и другие будущие «либералы» (в йеменском понимании независимые и умеренные реформаторы) были вынуждены оставить двор принца и бежать в Аден, где ими было основано «Движение свободных йеменцев».
Однако, произвольное и беспорядочное поведение принца Ахмеда не уменьшило его популярности в Таизе. Хотя его солдатами были зейдитами и шафииты Таиза, как отмечал британский обозреватель «есть почти всеобщая лояльность к Йемену, если не к личности имама...».

## Правление короля Ахмеда (1948—1962 гг.)

### Борьба за власть после убийства короляЯхьи бен Мухаммеда(1948)
В феврале 1948 года группа заговорщиков во главе с шейхом аль-Кардаи убила в Эль-Хазиязе короля и имама Яхью бен Мухаммеда, троих его сыновей и главного советника. Убийство послужило сигналом к восстанию курсантов военной школы, помешавших официальному престолонаследнику, сыну Яхьи — эмиру Ахмеду, занять престол. Столица была захвачена восставшими, а совет старейшин Саны провозгласил королём Йемена Абдаллу ал-Вазира — представителя знатного и богатого рода ал-Вазиров, издавна соперничавшего с семьей Хамидаддинов. 
Сын Яхьи (и брат Ахмада) Ибрагим бин Яхья был назначен главой «конституционного правительства». Ибрагим в течение года открыто восставал против своего отца, в 1946 году сбежав в Протекторат Аден и присоединившись к группе под названием «Движение свободных йеменцев».
Одним из первых шагов нового короля Абдаллы было тайное предписание своим сторонникам в Таизе умертвить эмира Ахмеда. Но последнему с небольшим числом солдат и захваченной государственной казной удалось благополучно бежать из Таиза и через Тихаму добраться до Хадджи. Здесь он призвал племена северного Джебеля начать «священную войну» против узурпатора и «безбожных бунтовщиков», захвативших Сану. Всё зейдитское население немедленно приняло его сторону. Крупнейшие арабские монархи — египетский король Фарук I и иорданский монарх Абдалла I — оказали принцу Ахмеду военную и финансовую помощь. Король Саудовской Аравии Абд аль-Азиз ибн Сауд согласился помочь принцу аль-Бадру, но прежде, чем саудовский монарх смог выполнить свое обещание, имам Ахмед вернул себе трон. Уже вскоре вооружённые формирования заговорщиков были разгромлены в Каукабане и Амране. Вслед за тем принц Ахмед подступил к Сане и 14 марта занял столицу. На следующий день он был провозглашён королём (Йеменское государство после этого стало именоваться Мутаваккилийским королевством. При новом короле вся политическая, общественная и культурная жизнь страны переместилась в Таиз, хотя Сана продолжала считаться столицей. Большинство организаторов и сторонников переворота были брошены в тюрьмы или казнены (был казнён и Абдалла ал-Вазир, а все его огромные имения конфискованы)   .
Правительственными силами были арестованы десятки либералов. Около 30 человек были обезглавлены, остальные остались в темницах. После покаяния и принесения присяги имаму Ахмеду большинство из них были освобождены через два года.
Огромную роль в сплочении внушительных сил в помощь своему брату Ахмеду сыграл третий сын короля Яхьи принц Хасан ибн Яхья, за что получил в награду должность премьер-министра и губернатора Саны.

### Серия реформ и попытка военного переворота в 1955 году
После разгрома заговорщиков в стране вновь установился автократический режим династии Хамидаддинов, опиравшийся на вождей зейдитских племён севера и востока страны. Однако король Ахмед должен был провести некоторые реформы. Так, впервые в истории независимого Йемена, был учреждён исполнительный орган власти — Совет министров, осуществлявший свои функции под контролем короля (он целиком состоял из родственников и приближённых семьи Хамидаддинов). Были созданы более благоприятные условия для предпринимательской деятельности. В Сане и Таизе открылось несколько светских школ. С начала 1950-х годов была организована отправка йеменской молодёжи за границу для учёбы. Но все эти мероприятия, конечно, не могли удовлетворить оппозицию. Уже в начале 1950-х годов она оправилась от репрессий 1948 года. Одна за другой в Йемене возникают тайные организации. Много сторонников реформаторы имели среди офицеров, особенно в таизском гарнизоне. Во главе этой группы недовольных стоял подполковник Ахмад ас-Суляи.
В 1955 году, после победы египетской революции, он вынашивал идею военного переворота. В марте, узнав, что король отдал приказ о его аресте, ас-Суляи поднял мятеж, окружил дворец Ахмеда, захватил радиоцентр и телеграф. Мятежники потребовали, чтобы король отрёкся от престола в пользу своего младшего брата эмира Абдаллаха. Ахмед подписал акт об отречении, но отказался выехать за границу и остался в своем дворце в Таизе. К счастью для короля, энергичные действия принца Мухаммада аль-Бадра положили конец мятежу. В момент выступления ас-Суляи Мухаммад находился в Ходейде (он был губернатором провинции). Заговорщики рассчитывали, что принц перейдёт на их сторону и признает королём своего дядю Абдаллаха. Однако принц Мухаммад отправился в Хадджу, где хранились оружие и деньги Хамидаддинов. Там, собрав ополчение племён хашед и бакиль и встав во главе их, принц Мухаммад двинулся на Таиз, к которому уже подступили оставшиеся верными королю Ахмеду племена ар-рахида. 5 апреля 1955 года город был взят без боя, а мятежники арестованы. На другой день их казнили. Затем смертный приговор вынесли мятежным братьям Ахмеда — принцу Абдаллаху и принцу Аббасу. За заслуги, «оказанные династии», аль-Бадр был провозглашён наследным принцем.

### Внешняя политика короля Ахмеда

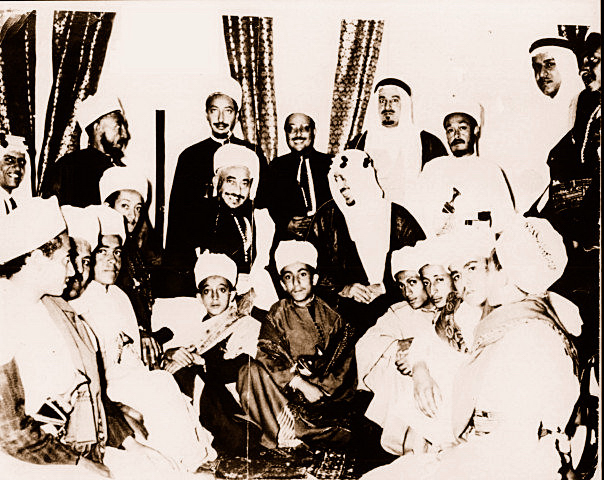
Имам Ахмед с королём Саудом

В январе 1951 года было положено начало развитию страны при технической помощи Великобритании, США и Франции, и в то же время были установлены полные дипломатические отношения с иностранными державами, включая Великобританию, США и Египет .
В международной политике имам Ахмед поддерживал хорошие связи с коммунистическими режимами, в первую очередь с такими странами, как СССР и Китай.
31 октября 1955 года в Каире состоялось подписание Договора о дружбе, возобновившего Договор 1928 года и установившего между СССР и Йеменом дипломатические отношения (обмен ратификационными грамотами произведен 30 марта 1956 года в Каире), а 23 апреля 1956 года стороны договорились об открытии в своих странах дипломатических миссий  (в 1956-1958 годах миссия СССР располагалась в Каире, откуда была перенесена в Таиз).
8 марта 1956 года в Каире между СССР и Йеменским Мутаваккилийским Королевством состоялось подписание Соглашения о торговле и платежах. По этому договору СССР должен был экспортировать в Йемен промышленное оборудование, сельскохозяйственную технику, строительные материалы, нефтепродукты, муку, рис и сахар в обмен на йеменский кофе и другие товары.
21 июня—11 июля 1956 года наследный принц Йемена Мухаммед аль-Бадр посетил СССР с дружественным визитом, в ходе которого состоялось подписание Соглашения об экономическом и техническом сотрудничестве между СССР и Йеменом, предусматривающее оказание помощи Йемену в строительстве ряда объектов и подготовке национальных кадров.
В декабре 1957 года король Ахмед отправил наследного принца Мухаммад аль-Бадра в КНР.
24 июня 1962 года в Сане в бывшей резиденции принца Касима разместилось Посольство СССР (перенесено из Таиза).
В 1958 году имам Ахмед присоединился к союзу Египта и Сирии, однако союз продлился недолго , так как йеменский король отказался признавать главенство Насера в данном альянсе. В ответ на это Насер 23 декабря 1961 года открыто атаковал имама Ахмада как «агента империализма и реакции», а 25 декабря ОАР разорвала дипломатические отношения с Йеменом. Египет начал поддерживать республиканское движение против имама.
Имам Ахмед продолжал политику своего отца, короля Яхьи, по созданию «Большого Йемена», стремясь присоединить к Северному Йемену британский протекторат Аден. В 1950-е гг. между Великобританией и Северным Йеменом возникали некоторые трудности из-за границы с протекторатом Аден.
Во второй половине 1950-х гг. США активизировали свою политику в Йемене. Правительство США упорно стремилось побудить Йемен принять «доктрину Эйзенхауэра». Однако весной 1957 г. король Ахмед решительно отверг предложения американцев о двусторонних переговорах на основе принципов «доктрины Эйзенхауэра».

### Последние годы правления короля Ахмеда. Принц Мухаммед аль-Бадр
В новом правительстве, которое формально возглавил сам король, Мухаммед аль-Бадр был назначен его заместителем, министром иностранных дел и главнокомандующим вооружёнными силами. Поскольку больной король Ахмед практически не занимался государственными делами, политическая власть, по существу, перешла в руки принца. Мухаммад аль-Бадр заявил о своём намерении провести в стране ряд реформ, которые способствовали бы выходу Йемена из состояния средневековой отсталости. При его поддержке в конце 1950-х годов в стране стали создаваться акционерные компании и началось строительство небольших промышленных предприятий. В Ходейде построили современный глубоководный морской порт. Местные и иностранные компании приступили к строительству электростанций, шоссейных дорог и водопроводов. В крупных городах открывались новые светские школы, больницы и поликлиники. В Таизе начали издаваться газеты.
Имам Ахмед страдал от артрита, который он лечил морфином, который вводили ему его жены или наложницы. В начале 1959 года его здоровье ухудшилось, и он отправился на лечение в Италию, оставив принца аль-Бадра руководить страной в качестве регента. 
В мае 1959 года принц Мухаммад аль-Бадр выступил с новыми планами широких реформ, которые предусматривали преобразования в административной и законодательной областях, введение бесплатной медицинской помощи и пресечение коррупции. Однако осуществить их не удалось — в августе 1959 года король Ахмед отстранил сына от управления страной   . Реформы аль-Бадра выбили из колеи зейдитских традиционалистов, но нашли расположение республиканских фракций. 
Когда имам Ахмед вернулся в Йемен, он обнаружил, что по всей стране назревает антиправительственный бунт, а в казне было слишком мало средств, в основном из-за безуспешных попыток аль-Бадра купить лояльность самых упорных племен. Имам вновь восстановил свое деспотическое правление.
Вскоре начались новые выступления оппозиции. Недовольство охватило даже зейдитские племена хашед и бакиль, которые всегда считались главной опорой трона. То и дело вспыхивали восстания, которые король Ахмед подавлял со свойственной ему жестокостью. Противники не складывали оружия. На короля было устроено несколько покушений. В марте 1961 года имам Ахмед был серьёзно ранен в плечо во время посещения больницы в Ходейде, а на следующий год 18 сентября, после продолжительной болезни он скончался.

## Король Ахмед глазами современников
Советский дипломат и разведчик В. А. Кирпиченко, представленный королю 14 января 1958 года в Таизе, так вспоминал в своих мемуарах правителя Йемена:

Он сидел на высоком позолоченном троне. Вместо короны на голове возвышалась феска — тарбуш, — тоже позолоченная. Одет имам был в белый бурнус, с традиционным кинжалом — джамбией — на широком позолоченном поясе. Скорее всего, и украшения на поясе, и ножны кинжала были из чистого золота… Все эти атрибуты царского величия были йеменского происхождения, и лишь тапочки без задников, надетые на босые ноги имама, были произведены фирмой «Батя», и именно они напоминали о том, что где-то далеко-далеко существует другой, цивилизованный мир. Глаза имама были сильно навыкате (базедова болезнь), челюсть отвисла (что-то нервное), и понять его речь было просто невозможно.

<…> В дальнейшем имама консультировали и лечили многочисленные светила советской медицины. Имам очень не любил глотать резиновую кишку и подвергать себя другим унизительным процедурам, тем более что они не приносили ему немедленного исцеления от многочисленных недугов. Верил он только профессору Шмидту, директору Института неврологии Академии медицинских наук СССР. Лечение Шмидта состояло в том, что он легко и нежно ощупывал тело имама Ахмеда и деликатно постукивал маленьким молоточком по царственным коленкам. Эта последняя процедура имаму особенно нравилась. Про Шмидта он говорил с восхищением: «Этот очень хорошо лечит» и подарил ему арабского скакуна— 

Как выяснилось впоследствии, имам говорил на каком-то своём диалекте и к тому же имел многочисленные дефекты речи. Из этой ситуации мы вышли таким образом: один из йеменских чиновников переводил нечленораздельные звуки имама на понятный арабский язык, а мы уже вдвоём успешно справлялись с переводом. Среди серьёзных вещей, сказанных имамом, были пожелания, чтобы Советский Союз помог Йемену в поисках на его территории нефти с последующей её добычей на выгодных для нас условиях. Примерно два десятилетия прошло, прежде чем нашли в Йемене нефть, и нашли её, к сожалению, не мы.— 
Е. М. Примаков, в качестве корреспондента газеты «Правда» посетивший дворец имама вскоре после его смерти, так описывал комнату имама:

Ахмад, по-видимому, очень любил часы — ими были увешаны все стены. Но бой часов не доносил до него отзвуки времени. Под стенными часами рядом с кроватью имама лежала кожаная плётка, которой он стегал своих слуг и наложниц. На бюро под стеклом фотография, на которой имам у красочной арки городских ворот Саны, испещрённых изречениями из Корана, наблюдал за публичной казнью — палач приводил в исполнение приговор суда, определившего, сколькими ударами сабли должна быть отделена от тела голова несчастного. Тут же кандалы. На мой недоумённый вопрос сопровождавший меня йеменец ответил, что они использовались по приказу имама, стража заточала в них любого, кто мог вызвать гнев правителя. А на другой стороне — фотография Юрия Гагарина… На небольшом письменном столе два спортивных стартовых пистолета. Имам стрелял в себя из этих пистолетов в присутствии стражи, чтобы доказать: его не берут никакие пули. Посреди комнаты на треножнике портативный экран, а перед ним небольшой проектор. Каждый день для имама крутили кино, но этот зал был единственным «кинотеатром» на весь Йемен. Имам категорически запрещал своим подчинённым смотреть кинофильмы. Наконец, ещё один «экспонат». На тумбочке у кровати — коробочка с сильно действующим ядом, на всякий случай.— 